# Bombazyn
Bombazyn, bombast, bombaz – dekatyzowana, niskiej jakości tkanina półwełniana, przeznaczona na lżejszą odzież. Od XVI wieku wyrabiana w Gdańsku i na Śląsku.
Bombaz tkany był splotem skośnym, o wątku z gorszej wełny i osnowie lnianej, konopnej lub jedwabnej.